# Museu da Tecnologia de Speyer
O Museu da Tecnologia de Speyer ou, na sua forma portuguesa, de Espira (em alemão:  Technik-Museum Speyer) está localizado próximo ao centro de Speyer. Em 15.000 m² de galpão e 100.000 m² ao ar livre, apresenta grande variedade de veículos e aviões. No museu também localiza-se um cinema IMAX com tela em forma de cúpula com diâmetro de 24 m (área de projeção ca. 1000 m²).